# Laurent Vial
Laurent Vial (Corcelles, 9 settembre 1959) è un ex ciclista su strada svizzero.

## Palmarès

### Olimpiadi
- 1 medaglia:
  - 1 argento (Los Angeles 1984 nella corsa a cronometro a squadre)